# Lisa Gherardini
Lisa Gherardini (Florència, 15 de juny de 1479 - 15 de juliol de 1542), també coneguda com a Lisa de la Gioconda, Lisa di Antonmaria Gherardini, i Monna Lisa, era membre de la família Gherardini, originària de Florència, a la regió de la Toscana. El seu nom va ser adjudicat al retrat Mona Lisa o La Gioconda, que havia estat encarregat pel seu espòs a Leonardo da Vinci i que correspon al Renaixement italià.
Es coneix molt poc sobre la vida de Lisa Gherardini. Havia nascut a Florència, i durant la seva adolescència va contreure matrimoni amb un mercader de teixits i seda que anys més tard es va convertir en funcionari local. Va tenir cinc fills i va mantenir una vida de classe mitjana benestant i ordinària. Lisa va sobreviure al seu marit, que era considerablement més gran que ella.
Segles després de la mort de Lisa, La Gioconda es va convertir en la pintura més famosa del món, i en una icona cultural separada de la vida de la Lisa històrica, la dona. L'atenció de col·leccionistes i erudits de l'art va fer que aquesta obra pictòrica es converteixi en un quadre reconegut internacionalment i una important inspiració comercial. Encara que des del segle xvi existeixen testimonis que identifiquen Lisa Gherardini amb la dona retratada al quadre de Leonardo, no ha estat fins als primers anys del segle xxi quan s'ha confirmat amb seguretat aquesta identificació.

## Infància i joventut

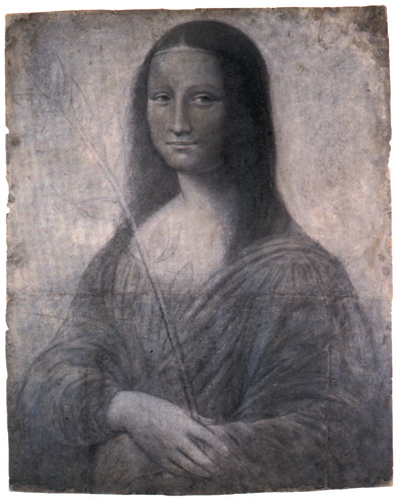
Una altra perspectiva de Lisa, un esbós de La Gioconda atribuït a Leonardo.

Durant l'època del Quattrocento, Florència es trobava entre les ciutats més grans d'Europa, i era considerada una localitat rica i econòmicament reeixida. Malgrat tot, la vida no era idíl·lica per a tots els residents, entre els quals hi havia una àmplia disparitat de riquesa. La família de Lisa pertanyia a l'aristocràcia i tenia un llinatge antic, però amb el temps havia perdut tota la seva influència. Els Gherardini no eren rics, però mantenien un nivell benestant, subsistint d'una renda agrària.
Antonmaria di Noldo Gherardini, el pare de Lisa, va perdre dues esposes, Lida di Giovanni Filippo de Carducci, amb qui s'havia casat el 1465, i Caterina Rucellai, amb qui es va casar el 1473. Ambdues van morir durant el part. La mare de Lisa era Lucrezia del Caccia, filla de Piera Spinelli, que el 1476 es va convertir en la tercera esposa de Gherardini. En algun moment, Gherardini va aconseguir posseir o llogar sis granges a la regió de Chianti, que produïen blat, vi, oli d'oliva, a més a més de criar bestiar.
Lisa va néixer a Florència el 15 de juny del 1479 a Via Maggio, encara que es va creure durant molt de temps que havia nascut en una de les propietats rurals de la seva família, anomenada vil·la Vignamaggio, als afores de Greve Era la més gran de set fills, i tenia tres germanes, de les quals una es deia Ginevra, i tres germans anomenats Giovangualberto, Francesco i Noldo.
La família vivia originàriament a Florència, prop de l'església de Santa Trinita, però després van llogar un lloc a la vora de la basílica del Santo Spirito, possiblement a causa del fet que no podien pagar les reparacions de la seva antiga casa. La família de Lisa es va mudar al que avui dia es coneix com a Via dei Pepi, prop de la Basílica de la Santa Creu, on vivien a prop de ser Piero da Vinci, el pare de Leonardo. També posseïen una casa de pagès a San Donato, a la vila de Poggio, aproximadament a 32 quilòmetres al sud de la ciutat. Noldo, el pare de Gherardini i l'avi de Lisa, havia donat una granja de Chianti a l'hospital de Santa Maria Nouva. Gherardini, d'altra banda, va assegurar un arrendament d'una de les granges de l'hospital, i així podia supervisar la collita de blat, a part que la seva família pogués allotjar-se allà durant els estius, en una casa anomenada Ca'di Pesa.

## Matrimoni i maduresa
El 5 de març de 1495, als quinze anys, Lisa va contreure matrimoni amb Francesco di Bartolomeo del Giocondo, i es convertí així en la segona esposa d'un mercader de tèxtils i seda modestament reeixit. El dot de Lisa va consistir en 170 florins i la granja de San Silvestro, propera a la casa de pagès de la seva família, cosa que demostra que els Gherardini no eren rics en aquest moment i que ella i el seu marit s'estimaven. La propietat es trobava entre Castellina i San Donato a Poggio, pròxima a dues granges que pertanyerien anys més tard a Miquel Àngel. La parella no es trobava ni entre els més pobres ni els més rics de Florència, sinó que mantenien una vida de classe mitjana. El matrimoni de Lisa va augmentar probablement el seu estatus social, perquè és factible que la família del seu espòs fora més rica que la seva pròpia família. Es creu que el seu espòs es podria haver beneficiat del prestigi del cognom Gherardini. Els noucasats van viure inicialment en un allotjament compartit, fins que Francesco va aconseguir comprar la casa adjacent a l'antiga residència de la seva família a Via della Stufa, el 5 de març de 1503. Es presumeix que Leonardo va començar a pintar el retrat de Lisa aquest mateix any.

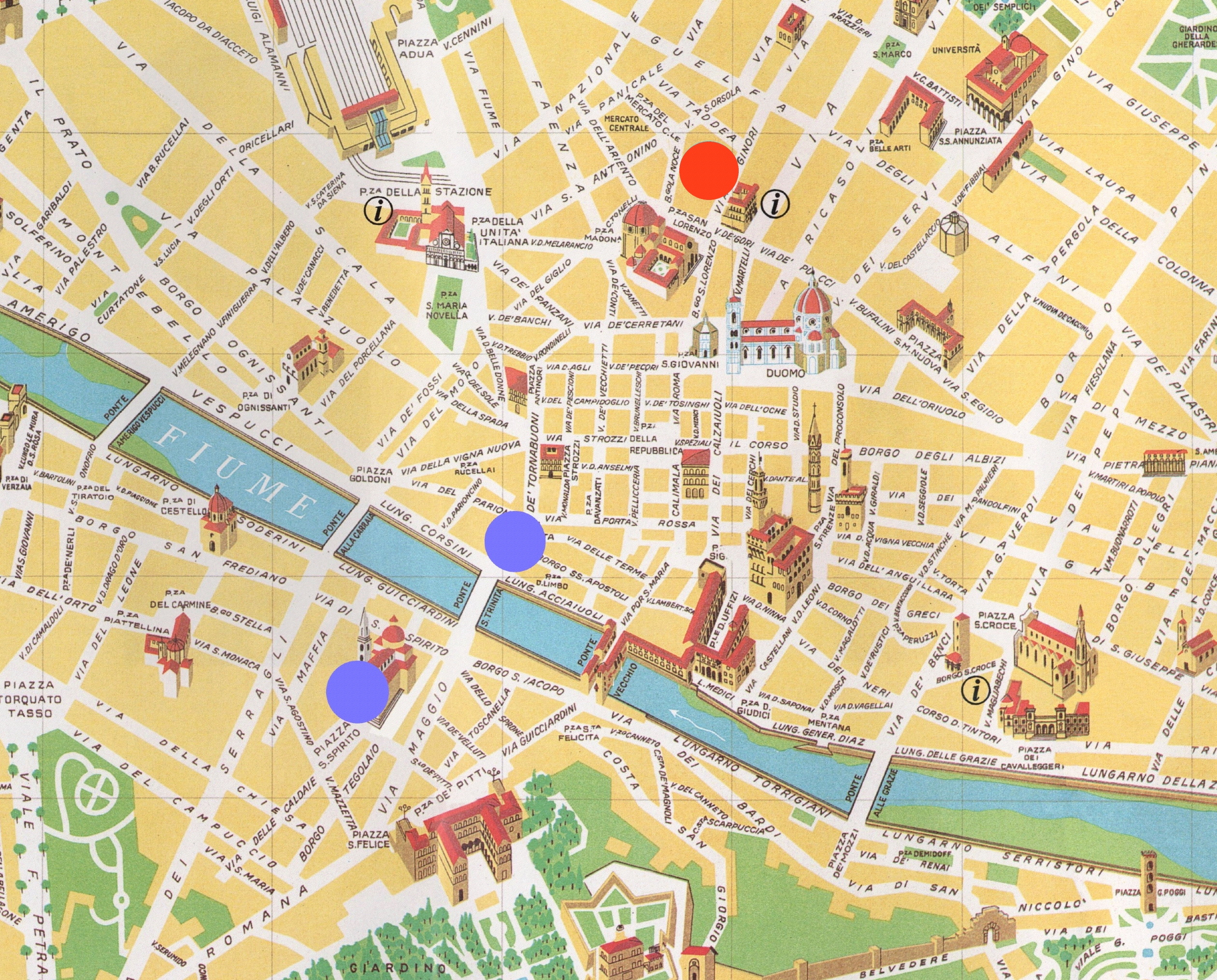
Centre de Florència. Francesco i Lisa van viure a Via della Stufa (vermell), aproximadament a un quilòmetre al nord del riu Arno. Els pares de Lisa vivien més a prop del riu, primer al nord i després al sud (blau)

Lisa i Francesco van tenir cinc fills: Piero, Camilla, Andrea, Giocondo, i Marietta, dels quals quatre van néixer entre els anys 1496 i 1507. Lisa també va criar Bartolomeo, fill de Francesco i la seva primera esposa, Camilla di Mariotto Rucellai, que va morir quan el seu fill tenia un any d'edat. La madrastra de Lisa, Caterina di Mariotto Rucellai, i la primera esposa de Francesco eren germanes i pertanyien a la destacada família Rucellai.
Les seves filles Camilla i Marietta es van fer monges catòliques. Camilla va adoptar el nom sor Beatrice i va ingressar al convent de San Domenico di Cafaggio, on va ser confiada a cura de la germana d'Antonmaria, sor Albiera, i també sota la custòdia de les germanes de Lisa, sor Camilla (acusada de no guardar la castedat després d'una escandalosa visita de quatre homes al convent, i finalment absolta) i sor Alessandra. La filla Beatrice va morir als 18 anys i va ser enterrada a l'església de Santa Maria Novella. Alhora, Lisa va desenvolupar un vincle proper amb el convent de Sant'Orsola, altament respectat a Florència, i on es va incorporar la seva filla Marietta el 1521. Marietta va prendre el nom de sor Ludovica i es va convertir en un membre respectat del convent, assolint una posició d'una certa influència.
El seu marit Francesco va aconseguir la posició d'oficial a Florència. Va ser escollit per al Dodici Buonomini el 1499 i per a la Signoria el 1512, on va ser confirmat com a priore el 1524. Possiblement va mantenir vincles polítics i comercials amb la família Mèdici, per això el 1512 el govern de Florència, que temia el retorn dels Mèdici de l'exili, va empresonar Francesco amb una multa de 1.000 florins. Va ser alliberat al setembre, quan els Mèdici van tornar.

## Defunció
Segons les fonts de l'època, Francesco va morir a causa de la plaga de pesta del 1538. Lisa va caure malalta i va ser portada per la seva filla Ludovica al convent de Sant'Orsola, on va morir quatre anys més tard, a l'edat de 63 anys. Segons altres fonts, Francesco va viure fins als 80 anys, morí el 1539, i Lisa li va sobreviure fins a 1551, morí amb 71 o 72 anys.
El juny de 1537, en el seu testament, Francesco va tornar el dot a Lisa, li va lliurar la seva roba personal i joies, i la va aprovisionar amb els béns necessaris per al seu futur. També va confiar la cura de Lisa a la seva filla Ludovica, i si aquesta no ho podia complir, quedava a càrrec del seu fill Bartolomeo. Francesco va escriure: «donat l'afecte i amor del testador cap a Monna Lisa, la seva benvolguda esposa, en consideració del fet que Lisa sempre ha actuat com una esposa fidel i amb esperit noble, desitjant que ella posseeixi tot el que necessiti...».

## La Gioconda

Català: La Gioconda, espanyol: La Gioconda, anglès: Mona Lisa, italià: La Gioconda, francès: La Joconde, per Leonardo da Vinci, Museu del Louvre

Igual que altres florentins del seu mateix estatus social, la família de Francesco constava d'alguns mecenes i amants de l'art, com el seu fill Bartolomeo, que va demanar a Antonio di Donnino del Mazziere que pintés un fresc a la tomba familiar, situada a la basílica de la Santissima Annunziata. Així mateix, l'artista Andrea del Sarto va pintar una Madonna per un altre membre de la família de Bartolomeo, i Francesco va comissionar un retrat de la seva esposa a Leonardo da Vinci juntament amb una pintura de Francesc d'Assís delegada al pintor Domenico Puligo. Es creu que Francesco va encarregar el retrat de Lisa per celebrar el naixement d'Andrea i l'adquisició de la casa familiar.
La Gioconda va complir amb els requisits artístics del segle XV i segle xvi per representar una dona de virtut, segons els quals Lisa és retratada com una fidel esposa mitjançant la seva actitud, mentre la seva mà dreta reposa sobre la seva mà esquerra. Leonardo també representa Lisa elegant, possiblement molt més del que era en realitat. Alguns historiadors de l'art creuen que les seves peces de roba fosques i la mantellina negra eren influència de la costura espanyola, i no representen el dol per la mort de la seva filla com altres acadèmics han manifestat. El retrat és sorprenentment gran; la seva mida és similar a les comissions adquirides per mecenes més rics i poderosos, i aquesta extravagància ha estat explicada com un senyal de les aspiracions socials de Francesco i Lisa.

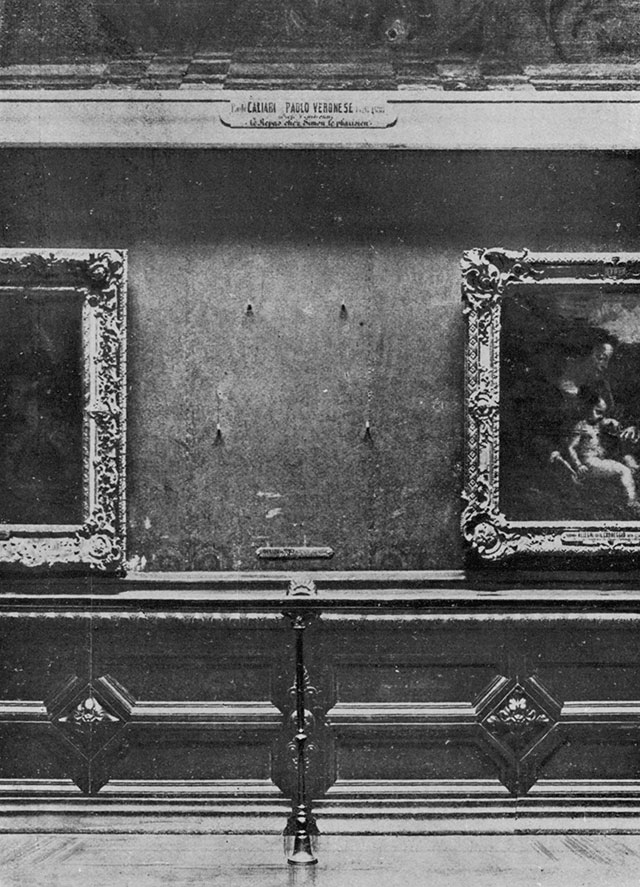
El robatori de la La Gioconda del Museu del Louvre el 1911 i els seus viatges a l'Àsia i Amèrica del Nord durant els anys 1960 i 1970 van contribuir que la pintura es fes famosa i es convertís en icona cultural

Leonardo da Vinci mancava d'ingressos durant la primavera de 1503, raó per la qual va acceptar realitzar un retrat privat. Més tard aquell mateix any, va haver d'endarrerir el seu treball de La Gioconda, quan va rebre el pagament per iniciar l'obra La Batalla d'Anghiari, un encàrrec de més valor i que havia de completar pel febrer de 1505. El 1506, Leonardo va considerar que el retrat no estava acabat, per aquesta raó no va lliurar l'obra al seu client i en cap moment no va rebre el pagament pel seu treball. Leonardo va viatjar amb les seves pintures durant la resta de la seva vida i és possible que completés l'obra La Gioconda, molts anys més tard, a França. Es calcula que va acabar el retrat el 1516, però el títol de la pintura data de l'any 1550.

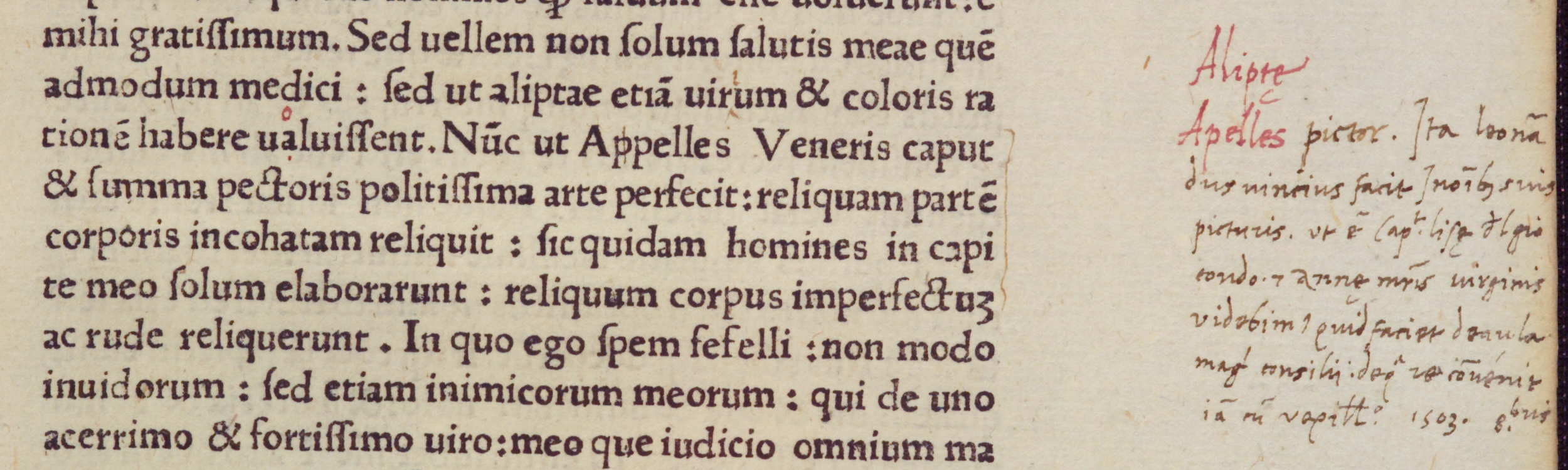
Nota d'Agostino Vespucci al marge d'un llibre, cortesia de la Universitat d'Heidelberg

Giorgio Vasari, pròxim a alguns dels membres de la família de Francesco del Giocondo, va escriure: «Leonardo es va comprometre a pintar per a Francesco del Giocondo el retrat de Monna Lisa, la seva esposa». Els títols del retrat en italià (La Gioconda), en francès (La Joconde), i en català (La Gioconda) representen el nom de casada de Lisa. En anglès recorda el sobrenom (Jocund) o 'feliç'.
Al llarg de la història es va assignar el nom de Lisa almenys a quatre pintures diferents, i la seva identitat a un mínim de deu persones. A la fi del segle xx, la pintura ja era considerada una icona global, i ha estat utilitzada com a referència en més de 300 obres pictòriques i en 2.000 de comercials, apareixent en un nou anunci a una mitjana d'un cop per setmana. L'any 2005, un expert de la biblioteca de la Universitat d'Heidelberg va descobrir una nota d'Agostino Vespucci al marge d'un llibre de la col·lecció de la biblioteca que confirmava amb certesa la creença tradicional que la model del retrat era Lisa. En aquesta acotació, l'oficial Vespucci, que era un amic proper Leonardo da Vinci, estableix: «Leonardo es troba treballant en tres obres pictòriques, incloent-hi el retrat de Lisa Gherardini». Aquesta petita anotació data d'octubre del 1503, aproximadament 47 anys abans de les referències realitzades per Giorgio Vasari. A més a més, el llibre on es va realitzar el comentari sobre La Gioconda pertany a l'autor Ciceró, i particularment aquesta edició va ser publicada el 1477. Els francesos han custodiat La Gioconda, des de la seva adquisició per Francesc I de França al segle xvi. Avui en dia, aproximadament sis milions de persones visiten cada any la pintura al Museu del Louvre de París, on aquesta obra és part de la col·lecció nacional francesa, i està exposat amb el títol: Portrait de Lisa Gherardini, épouse de Francesco del Giocondo ('Retrat de Lisa Gherardini, esposa de Francesco del Giocondo').
Tot i així hi ha moltes teories que afirmen que Lisa Gherardini no era la dona del quadre de Leonardo da Vinci.